# Snedbryum
Snedbryum (Bryum uliginosum) är en bladmossart som beskrevs av Bruch och W. P. Schimper 1839. Snedbryum ingår i släktet bryummossor, och familjen Bryaceae. Enligt den finländska rödlistan är arten nära hotad i Finland. Enligt den svenska rödlistan är arten otillräckligt studerad i Sverige. Arten förekommer på Gotland, Götaland och Svealand. Artens livsmiljö är kalkklippor och kalkbrott. Inga underarter finns listade i Catalogue of Life.